# 南漢山
南漢山（：／ Namhan-san */?）是韓國京畿道一處海拔460米的山峰，位於首爾南部和廣州之間的邊界。世界文化遺產名錄之一的南漢山城古老石牆堡壘位於其頂端，是知名的旅遊景點。